# Апостольський адміністратор
Апо́стольський адміністра́тор (лат. administrator apostolicus) — у Католицькій Церкві: 1) призначений папою Римським керівник апостольської адміністратури — церковної структурної одиниці, нижчої від єпархії; 2) призначений папою Римським тимчасовий керівник вакантної або зайнятої єпархії.

## Правовий статус
Правовий статус апостольського адміністратора детально встановлюється в папському документі про призначення на посаду.
- Апостольський адміністратор у першому значенні (керівник сталої апостольської адміністратури) у церковному праві прирівнюється до єпархіального єпископа і має в основному ті самі права і обов'язки, що він. У такому випадку апостольський адміністратор є, як правило, титулярним єпископом, хоча може ним бути і священик.

- Апостольський адміністратор єпархії призначається відносно рідко і керує нею тимчасово, до інтронізації нового єпархіального єпископа.

Коли єпархіальний престол стає вакантним (у випадку смерті, перенесення, відставки єпархіального єпископа), єпархією, як правило, тимчасово керує адміністратор, вибраний колегією єпархіальних радників (або, у східних католицьких патріарших та верховноархієпископських Церквах, призначений патріархом чи верховним архієпископом). Він називається адміністратором єпархії (без дальших уточнень). Інколи з поважних причин адміністратора єпархії призначає Апостольський Престол. Адміністратор вакантної єпархії, призначений Апостольським Престолом, називається апостольським адміністратором sede vacante ad nutum Sanctae Sedis. Ним може бути, наприклад, єпископ-помічник, генеральний вікарій, єпископ сусідньої єпархії чи будь-який священик за рішенням Апостольського Престолу.
З дуже поважних причин і в дуже рідкісних випадках Апостольський Престол призначає адміністратора єпархії, яка не є вакантною. Він називається апостольським адміністратором sede plena ad nutum Sanctae Sedis. У випадку призначення апостольського адміністратора sede plena повноваження єпархіального єпископа та його генерального вікарія призупиняються.

### Діоцезіальний адміністратор
Діоцезіальний адміністратор (лат. administrator dioecesanus) — тимчасовий керівник єпархії, який призначається колегією консультантів або соборною капітулою протягом восьми днів після отримання звістки про те, що єпископська кафедра вакантна. Якщо протягом зазначеного часу обрання не здійснене, то призначити єпархіального адміністратора повинен митрополит, а при вакантної митрополії — старший єпископ-суфраган.
Вибір не потребує підтвердження Святого Престолу, тому єпархіальний адміністратор негайно отримує повноваження, як тільки дізнається про своє обрання. Він має права та обов'язки єпархіального єпископа за винятком того, що є несумісним з його статусом (наприклад, внаслідок відсутності єпископського сану) або забороненим згідно з канонічним правом.
Під час тимчасового керування єпархією не можна вводити жодних новвоведень («Sede vacante nihil innovetur»). Надавати інкардинацію й екскардинацію єпархіальний адміністратор може лише через рік після того, як єпископська кафедра стала вакантною, і лише зі схвалення колегії консультантів або, відповідно, соборної капітули. Єпархіальний адміністратор має право призначати настоятелів парафії, але лише в тому випадку, коли кафедра залишається вакантною більше року. Повноваження єпархіального адміністратора втрачають силу після вступу у володіння єпархією нового єпископа.

### Парафіяльний адміністратор
Парафіяльний адміністратор (лат. administrator paroechialis) — тимчасовий керівник парафії, призначений єпархіальним єпископом замість парафіяльного священика. Причиною призначення адміністратора може бути звільнення посади настоятеля парафії через його смерть, відмову від керівництва, його зміщення або переведення на нову посаду, через ув'язнення, вигнання або заслання настоятеля парафії, його недієздатність й у всіх інших випадках, що перешкоджають керуванню парафією
Парафіяльний адміністратор володіє обов'язками і правами парафіяльного настоятеля, якщо інше не визначене єпархіальним єпископом, і під час свого служіння не може вводити жодних нововведень. Після завершення свого служіння парафіяльній адміністратор повинний надати настоятелю парафії звіт про свою діяльність. Якщо парафіяльній адміністратор призначений генеральним вікарієм, то останній повинен мати на це спеціальний дозвіл від єпархіального єпископа.

### Апостольські адміністратори в Україні
В Україні апостольськими адміністраторами були:
- ієромонах Дмитро Григорак, ЧСВВ, — апостольський адміністратор sede vacante ad nutum Sanctae Sedis Бучацької єпархії Української Греко-Католицької Церкви (2007–2011, пізніше — єпископ Бучацький).
- Преосвященніший Владика Тарас (Сеньків) — апостольський адміністратор sede plena (impedita) ad nutum Sanctae Sedis Стрийської єпархії УГКЦ (2010–2014, пізніше — єпископ Стрийський).